# Fratta (fiume)
Il fiume Fratta è un corso d'acqua del Veneto.
È la continuazione del fiume Togna e assume questa denominazione a partire da Cologna Veneta (VR). Dopo aver attraversato il territorio di Pressana, si ritrova per un tratto in provincia di Padova (comune di Montagnana), per poi tornare in provincia di Verona attraversando Bevilacqua. Torna quindi sotto Padova (comune di Urbana) e, nei dintorni di Merlara, piega decisamente verso est. Giunto in comune di Santa Caterina d'Este, le sue acque contribuiscono alla formazione del canale Gorzone.

## Inquinamento
Il fiume è stato oggetto di un'inchiesta parlamentare per l'alto contenuto di PFAS, PFOS e PFOA delle sue acque.